# Рієка (притока Дунайця)
Рієка (словац. Rieka) — річка в Словаччині, ліва притока Дунайця, протікає в окрузі Кежмарок.
Довжина — 18 км.
Бере початок в масиві Списька Маґура на висоті 970 метрів над селом Рельов.
Впадає у Дунаєць біля міста Списька Стара Вес.